# Port-Menier
Port-Menier est une localité de la municipalité de L'Île-d'Anticosti, au Québec. Ce village portuaire fut construit à la fin du XIXe siècle par le chocolatier français Henri Menier.
Le village est le centre économique de l'île d'Anticosti. La majorité de la population insulaire y habite. Elle double l'été avec la venue de travailleurs saisonniers et de touristes. L'économie principale est le tourisme et l'industrie forestière. On retrouve tous les services disponibles à Port-Menier : magasin général, épiceries, station d'essence, banque, restaurant, hôtellerie etc.

## Histoire

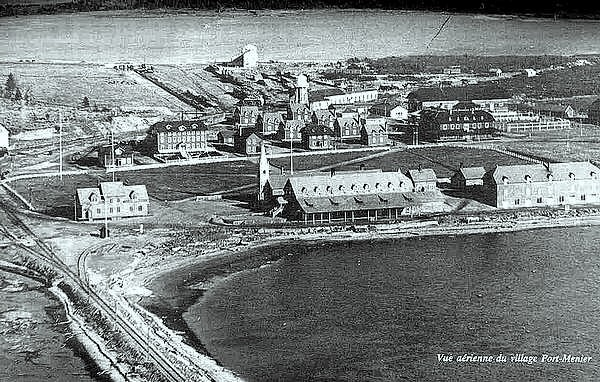
Port-Menier, Île d'Anticosti, en 1922

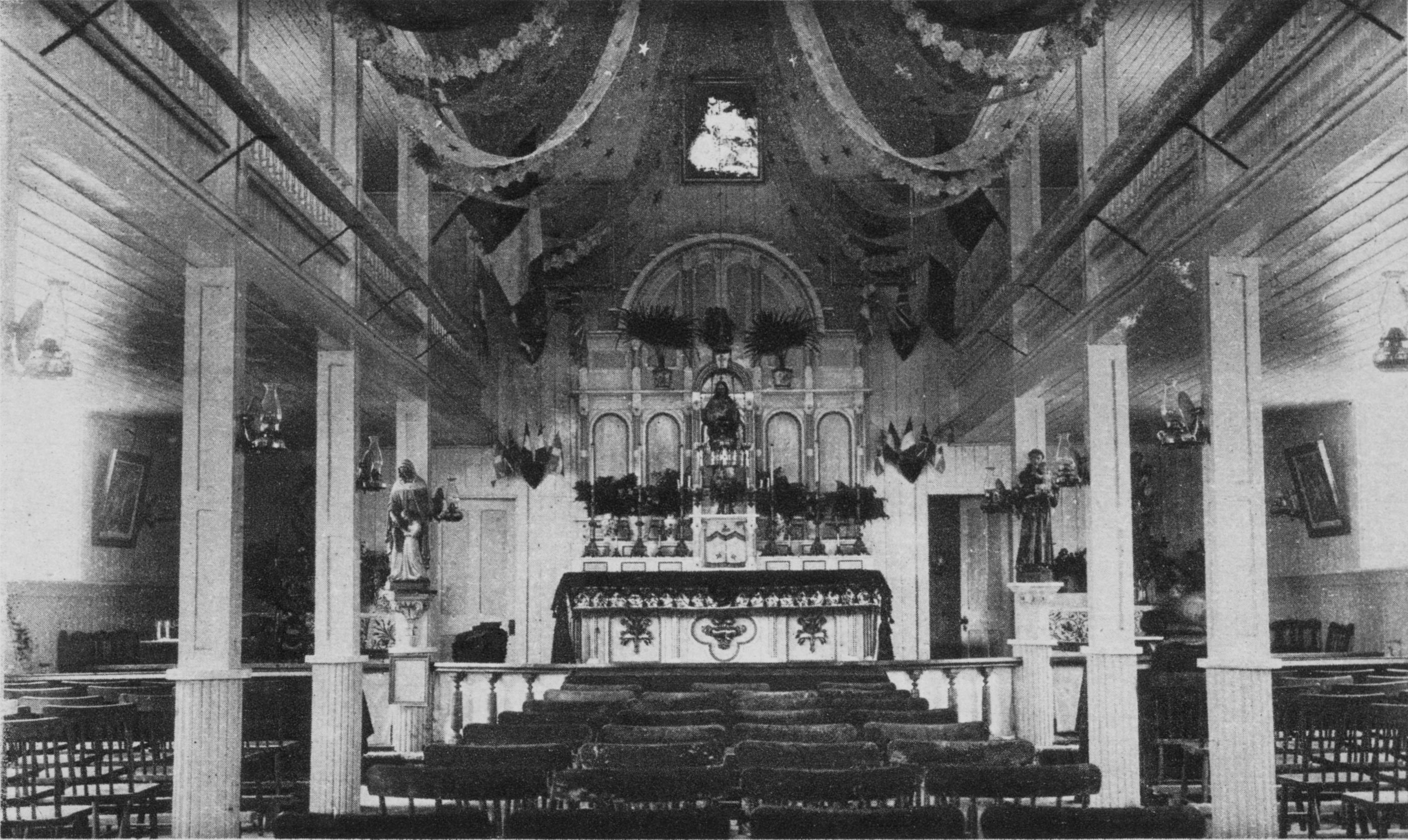
Intérieur de l'église

En 1680, Louis Jolliet est le premier propriétaire et seigneur de l'île d'Anticosti. Avec quelques colons, ils sont les premiers habitants européens de l'île. 
Il faut attendre en 1895 pour voir les premiers développements, lorsque Henri Menier achète l'île en espérant fonder une entreprise qui serait économiquement viable.
Henri Menier commence par fonder un établissement à Baie-Sainte-Claire en 1895. La baie étant trop peu profonde pour des navires de l'époque, Menier déménage l'établissement à Baie-Ellis en 1900 et établit Port-Menier avec un quai de mille mètres. Il investit un montant substantiel d'argent pour la construction d'un moulin, qui sert aux opérations d'exploitation forestière, notamment à la fabrication de bois d'œuvre et de papier. 
Une partie de la communauté produit des conserves pour tirer parti de l'abondance de poisson et de homard. Le village a un hôpital, une école, une église catholique, un magasin général, une banque, une boulangerie, un hôtel, des maisons pour les employés et un manoir scandinave de trente chambres pour Monsieur Menier, le Château Menier. 
Une fois complété, l'île a 800 résidents permanents. Ces derniers, dont les commerçants, sont ravitaillés par le bateau de Menier, qui effectue son trajet entre les villes de Québec et Gaspé. Tandis que le charbon vient de la ville de Sydney, en Nouvelle-Écosse.
Après la mort d'Henri Menier en 1913, l'île et son village demeure la propriété de sa famille jusqu'en 1926, date à laquelle Gaston Menier, le frère d'Henri, la revend à la Wayagamack Pulp and Paper Company, une compagnie forestière qui deviendra la Consolidated Paper Corporation Ltd. en 1931 avant de devenir la Consolidated Bathurst. Le village, alors devenu un village de compagnie, connait peu de développement. 
En 1974, le gouvernement du Québec achète l'île et forme un conseil municipal en 1984.
En 1996, la sculpture baptisée Cénotaphe Henri-Menier réalisée par Roger Langevin est érigée à Port-Menier

## Démographie

### Population
Selon Tourisme Côte-Nord, sa population s'élève à 199 personnes

## Climat
| Mois                                  | jan.       | fév.       | mars       | avril     | mai        | juin      | jui.      | août      | sep.      | oct.       | nov.       | déc.       | année          |
| ------------------------------------- | ---------- | ---------- | ---------- | --------- | ---------- | --------- | --------- | --------- | --------- | ---------- | ---------- | ---------- | -------------- |
| Température minimale moyenne (°C)     | −15        | −16,1      | −10,7      | −4,4      | 1,4        | 6,6       | 11,5      | 9,7       | 5,8       | 0,6        | −4         | −10,9      | −2,1           |
| Température moyenne (°C)              | −10,5      | −10,9      | −5,9       | −0,5      | 5,5        | 11,2      | 15,3      | 13,9      | 9,8       | 4,4        | −0,7       | −7,3       | 2              |
| Température maximale moyenne (°C)     | −6,2       | −5,7       | −1,8       | 3,5       | 9,3        | 15,8      | 19        | 18        | 13,6      | 8,1        | 2,7        | −3,5       | 6,1            |
| Record de froid (°C) date du record   | −36,7 1961 | −37,8 1962 | −38,3 1968 | −23 1994  | −12,8 1972 | −5 1958   | 0,6 1929  | 0,6 1963  | −6,7 1958 | −11,1 1958 | −22,2 1995 | −32,2 1972 | −38,3 7/3/1968 |
| Record de chaleur (°C) date du record | 10,2 1979  | 8,3 1954   | 10,7 2012  | 18,3 1956 | 24,4 1950  | 33,1 2003 | 29,2 1995 | 28,9 1940 | 28,2 2001 | 22 2003    | 13,9 1966  | 11,1 1950  | 33,1 27/6/2003 |
| Ensoleillement (h)                    | 77,6       | 121        | 137        | 163,8     | 243,2      | 243,8     | 243,8     | 253,2     | 172,4     | 127,4      | 95,5       | 62,8       | 1 941,5        |
| Précipitations (mm)                   | 79,5       | 65,6       | 53,6       | 54,3      | 75,1       | 79,6      | 85        | 80,8      | 86,8      | 92,5       | 81         | 74,1       | 907,9          |
| dont neige (cm)                       | 78,4       | 62,1       | 51,9       | 28,8      | 5,2        | 0         | 0         | 0         | 0         | 6          | 30,5       | 64,9       | 327,8          |
| Nombre de jours avec précipitations   | 16         | 12         | 10         | 11        | 11         | 10        | 12        | 11        | 10        | 12         | 12         | 14         | 141            |
| Nombre de jours avec neige            | 14         | 10         | 9          | 5         | 1          | 0         | 0         | 0         | 0         | 1          | 6          | 13         | 59             |

| Diagramme climatique                                  |               |               |             |            |             |          |           |             |            |         |               |
| J                                                     | F             | M             | A           | M          | J           | J        | A         | S           | O          | N       | D             |
| −6,2−1579,5                                           | −5,7−16,165,6 | −1,8−10,753,6 | 3,5−4,454,3 | 9,31,475,1 | 15,86,679,6 | 1911,585 | 189,780,8 | 13,65,886,8 | 8,10,692,5 | 2,7−481 | −3,5−10,974,1 |
| Moyennes : • Temp. maxi et mini °C • Précipitation mm |               |               |             |            |             |          |           |             |            |         |               |

## Éducation
La Commission scolaire du Littoral administre l'École St-Joseph (francophone).

## Mode de vie

### Énergie
L'électricité est fournie aux habitants par une centrale thermique